# 美少女雀士プリティセーラー18禁
『美少女雀士プリティセーラー18禁』（びしょうじょじゃんしプリティセーラー18きん）は、1994年にアーケードゲームとしてSPHINXが開発、日本物産が発売した脱衣麻雀ゲームである。
本稿では、シリーズ作品である以下の作品について説明する。
- 『美少女雀士プリティセーラー18禁』
- 『美少女雀士プリティセーラー2 〜Hなささやき〜』

## 美少女雀士プリティセーラー18禁
アニパロものの流れを汲む作品であり、アニメ『美少女戦士セーラームーン』を模している部分が随所（ゲームタイトル、登場キャラクターなど）に見られる。公式サイトではプリティーセーラーと略されている。
ゲームディレクターはSakurai.Y氏。
彼はまったくアニメを知らず、このゲーム作成時に初めて「セーラームーン」を知ったとか・・・

### あらすじ
舞台となる学園では、年に一度、満月祭と呼ばれる裏麻雀大会が開催される。優勝者にはいいことが、敗者にはHなお仕置きが待っていると言われている。優勝候補の明野は、大会前日の練習麻雀の最中、突き指をしてしまい、プレイヤーに代打ちをお願いする。

### ゲームシステム
一般的な脱衣麻雀に見られる、二人打ち、アリアリ、ウラあり、槓ドラあり、槓ウラあり、不聴罰符1500点のシステムである。対戦相手には持ち点は設けられておらず、同一対戦相手から3回上がることで勝利となる。また、プレイヤーには持ち点（対戦相手ごとに一定点数にリセットされる、初期点数はディップスイッチ設定）が設けられており、合計加失点が0点以下になればゲームオーバーとなる。
特徴としては、プレイヤーが上がった後、満貫以上であれば、上がり点数に応じて得られる持ち時間内でミニゲーム（ゲーム中ではサブゲームと表記）を行うことができる点である。ミニゲームの内容は、横4×縦3の升目に微妙に異なった絵（目の表情としっぽのカギ具合が異なる猫や、ウサギなど）が表示され、右に表示される絵と同じものを選択するというもので、正答のたびに升目および右に表示される絵はシャッフルされる。また、誤答の際にはお手つきとして一定時間持ち時間が消費される。持ち時間内での正答数は、イカサマ技のためのアイテムに変換することが可能となっている。
脱衣シーンは対戦相手ごとに3種類用意されており、上がるたびにそれまでに見ていない脱衣シーンの中から1つを選択して見ることが可能となっている。選択肢は以下のようなものとなっており（すべてではない）、対戦相手により異なる。
- 胸を…
- お尻を…
- 道具で…
- 前から…
- 後ろから…
- パンツを…

コンティニュー時には、ミニゲームの成績点数と未使用のイカサマ技は引き継がれるが、それ以上のボーナスはとくに設けられていない。また、全対戦相手を倒し、優勝することができればエンドとなる（ループしない）。

### 登場キャラクター
明野
膝まで伸びる金髪を、赤いリボンでまとめてツインテールにセットした女の子。プレイヤーサイドのキャラクターであり、あらすじにあるように、満月祭の優勝候補であったが、大会前日の突き指のため、プレイヤーに代打ちを依頼することとなった。
美奈代
1人目の対戦相手。腰までの金髪ロングヘアで、頭頂部に赤い大きなリボンをつけ、髪先も赤いリボンでまとめた女の子。おっちょこちょいなところがあり、「飛んで火にいるダンゴ虫」や「出る杭は抜かれる」といってしまうようなおとぼけキャラでもある。
まどか
2人目の対戦相手。栗毛のロングヘアを、緑色のリボンでポニーテールにセットした女の子。気が強く男っぽいところがあるが、料理が得意な一面も持つ。
麗
3人目の対戦相手。紫髪のロングヘアの女の子。占い好き。
春華
4人目の対戦相手。明るい金髪の女の子。スポーツ万能でボーイッシュ。ブラウスに黄色のベストと青いネクタイを着用している。
亜由美
5人目の対戦相手。ショートボブの青髪にカチューシャをつけた女の子。ブラウスに青いベストと大きな黄色のリボンタイを着用している。冷静で物静か。なお、IQは300と言われている。
美津子
6人目で最後の対戦相手。緑髪のウェーブヘアで、黄色のリボンをつけた女の子。豪富の令嬢。油絵とバイオリンを趣味としている。

### イカサマ技
前述の通り、ミニゲームでの成績点数を消費してイカサマ技に変換することが可能となっている。後述の括弧書きの中は消費点数を示している。イカサマ技に変換しなかった分の成績点数は次の上がり時に向けてストックされる仕組みとなっている。なお、ミニゲームの成績がよければ複数のイカサマ技を入手することが可能であるが、同じイカサマ技を2回分以上入手することはできない（消費後であれば入手可能）。
イカサマ技はいずれも、発動条件を満たせば自動消費となっており、配牌操作系のイカサマ技はその局の冒頭で消費されることになる。
いらないよ！（3点）
配牌後、牌指定で不要牌を交換することが可能となる。
みせて！（5点）
相手がリーチ宣言をすると、一定時間相手の手牌を覗き見ることが可能となる。
やめて！（8点）
1回だけ振込みを無効化する。ただし、相手の手牌はオープンされないため、他の待ちは不明のままとなる。
Goodはいぱい（10点）
七対子や混一色が積み込まれる。
リーチいっぱつ（13点）
リーチ一発ツモの可能性が上がる。
やくまんはいぱい（15点）
役満を狙うことができる配牌が積み込まれる。

## 美少女雀士プリティセーラー2 〜Hなささやき〜
『美少女雀士プリティセーラー18禁』（以下、単に『18禁』と表記）とはタイトル名の上ではシリーズ作品となっているが、後述のように『18禁』との関連性はない。『18禁』では学園での麻雀大会が舞台であり、ほとんどの対戦相手はセーラー服を着ている。
本作は学園が舞台ではなく、登場キャラクターもセーラー服を着ているのは1人目のみである。また、麻雀は心の葛藤を意味する善悪対決であるため、ゲームタイトルにあるような「セーラー服を着た少女雀士」なるものは本作には登場しない。

### あらすじ
主人公（黒のシルエット）は女の子にいたずらをしようとするが、心の中で善悪が対決する。しかし、なかなか決着がつかず、最終的に麻雀で勝負することになる。プレイヤーは悪側の邪神様としてプレイする。

### ゲームシステム
一般的な脱衣麻雀に見られる、二人打ち、アリアリ、ウラあり、槓ドラあり、槓ウラあり、不聴罰符1500点のシステムである。対戦相手には持ち点は設けられておらず、同一対戦相手から3回上がることで勝利となる。また、プレイヤーには持ち点（対戦相手ごとに一定点数にリセットされる、初期点数はディップスイッチ設定）が設けられており、合計加失点が0点以下になればゲームオーバーとなる。
『18禁』に見られた、イカサマ技は設けられていない。

### シーン
登場キャラクターには名前は設けられていない。そのため、対戦相手は説明せず、シーン内容のみを登場順に説明する。
1. 電車での痴漢
2. 病院で診察医に成りすまし
3. 女子寮で覗き
4. 会社で残業